# Gyalwang Drukpa
Gyalwang Drukpa (chữ Tạng: རྒྱལ་དབང་འབྲུག་པ་) danh hiệu của một nhà lãnh đạo tinh thần của Phật giáo Tây Tạng thuộc trường phái Ca-nhĩ-cư. Các vị Gyalwang Drukpa được cho là hiện thân của sư Tsangpa Gyare - người khai sinh ra phái Drukpa Kagyu. Gyalwang Drukpa thứ 12 là ông Jigme Pema Wangchen.

## Lịch sử
Lịch sử Truyền thừa Drukpa khởi nguồn từ Đức Phật Nguyên Thủy Kim Cương Tổng Trì, Ngài là chủ của một trăm Phật Bộ và là hiện thân của tất cả chư Phật trong ba đời. Nguồn Pháp mạch Truyền thừa được ban truyền trực tiếp từ Đức Phật Kim Cương Tổng Trì tới Đại thành tựu giả Ấn Độ thế kỷ thứ X là Đức Tilopa, rồi được Đức Tilopa trao truyền trọn vẹn tới đệ tử của mình là Đại thành tựu giả Naropa (956–1050). Sau Đức Naropa, Truyền thừa được tiếp nối đến Đại Thượng sư Marpa (1012–1096) rồi truyền xuống Đại thành tựu giả Jetsun Milarepa (1040–1123), thành tựu giác ngộ đại hợp nhất ngay trong một đời. Sau đó, Đức Milarepa truyền trao giáo pháp cho Đức Gampopa (1079–1153), "Trăng rằm" vô song, đã được Đức Phật Thích Ca huyền ký trong nhiều Kinh điển và Mật điển. Từ Đức Gampopa, Truyền thừa lại được truyền xuống tới Đức Phagmo Drupa (1110–1170), hóa thân của Phật Ca La Ca Tôn Đại – Đức Phật thứ hai của hiện kiếp này. Pháp mạch Truyền thừa được truyền tiếp tới Đại Thành tựu giả Lingchen Repa (1128–1188), thành tựu hạnh xả ly với sự chứng ngộ cao quý tuyệt đối.
Kế đến, pháp mạch Truyền thừa được truyền tới Đức Drogon Tsangpa Gyare (1161–1121), Đại đệ tử vô song của Đại thành tựu giả Lingchen Repa, được kính ngưỡng là chân hóa thân của Đức Phật Quan Âm với sự đản sinh, danh tính và công hạnh được huyền ký trước đó tại nhiều Kinh điển, Mật điển. Đức Drogon Tsangpa Gyare chính thức đặt tên cho Truyền thừa là Druka (có nghĩa là "Thiên Long"), qua đó trở thành Đức Pháp Vương Gyalwang Drukpa đời thứ I. Ngài thâu nhận vô số đệ tử đều là các thành tựu giả, hoằng truyền giáo pháp và để lại tầm ảnh hưởng rộng khắp tại các quốc gia và lãnh thổ trên dãy Himalaya như Ladakh, Nam Ấn, Tây Bengal, Lahaul, Kinnaur, Nepal, Bhutan, Sikkim,... Đây là truyền thống tu tập trứ danh với những pháp tu trì thâm diệu thành tựu Phật quả ngay trong một đời như "Sáu Pháp Yoga của Naropa", giáo pháp khẩu truyền tâm yếu "Đại Thủ Ấn", những giáo pháp thiền định đặc biệt như "Sáu Pháp Vị Bình Đẳng", "Bảy Pháp Duyên Khởi". Kể từ đời thứ II trở đi, Đức Pháp Vương Gyalwang Drukpa cũng là nắm giữ "Sáu sức Trang Hoàng của Naropa", Pháp bảo tối thắng tượng trưng cho sự chứng đắc Mật thừa Tantra vô song. Các xá lợi quý giá bao gồm: Sáu Trang Hoàng bằng xương và bình quán đỉnh mà Đức Naropa đã từng sử dụng khi tu trì Kim Cương thừa, chiếc vương miện đen rực rỡ tết bằng tóc cúng dàng của một trăm ngàn vị Dakini tới Ngài và các bảo báu được trang trí vào thêm sau đó. Những ai có phúc duyên chiêm ngưỡng các xá lợi này sẽ được ban thần lực gia trì kiến tức giải thoát.
Tương truyền, tầm ảnh hưởng của Truyền thừa Drukpa trong thời cực thịnh rộng lớn đến nỗi "chim linh thứu sải cánh bay mười tám ngày không ngừng nghỉ cũng chưa hết địa phận các trụ xứ". Ngạn ngữ nhân gian vùng núi tuyết còn lưu truyền câu kệ sau: "Một nửa người dân là đệ tử Truyền thừa Drukpa, Một nửa đệ tử Truyền thừa Drukpa là hành giả Yogi, Một nửa hành giả Yogi là Đại Thành tựu giả". Lịch sử Phật giáo Kim Cương thừa còn ghi lại vào thời kỳ Phật pháp bị suy vi do ngoại đạo tàn phá, các Thành tựu giả Truyền thừa Drukpa đã phô diễn vô số đại thần thông bất khả tư nghì, điều phục ngoại đạo và giáo hoá chúng sinh bằng hành vi, thái độ, cung cách phi thường cùng những phương tiện thiện xảo giúp chuyển hóa sâu sắc thế giới nội tâm, qua đó đánh đổ hủ tục và tập khí huân tập lâu đời, đồng thời tạo luồng sinh khí năng động, tích cực cho xã hội.
Kể từ thời điểm Đức Tsangpa Gyare thành tựu Đại giác ngộ rồi sáng lập Truyền thừa Drukpa, với tâm nguyện phụng sự nhân loại, lợi ích chúng sinh, Ngài đã liên tục hóa thân chuyển thế 12 lần với pháp danh và thời điểm như sau:
| Nhập thể                   | Tên                           | Trụ thế            |
| -------------------------- | ----------------------------- | ------------------ |
| Gyalwang Drukpa đời thứ 1  | Drogon Tsangpa Gyare          | 1161–1211 (50 năm) |
| Gyalwang Drukpa đời thứ 2  | Kunga Paljor                  | 1428–1476 (48 năm) |
| Gyalwang Drukpa đời thứ 3  | Jamyang Chodrak               | 1478–1523 (45 năm) |
| Gyalwang Drukpa đời thứ 4  | Kunkhyen Pema Karpo           | 1527–1592 (65 năm) |
| Gyalwang Drukpa đời thứ 5  | Pagsam Wangpo                 | 1593–1641 (48 năm) |
| Gyalwang Drukpa đời thứ 6  | Mipham Wangpo                 | 1641–1717 (76 năm) |
| Gyalwang Drukpa đời thứ 7  | Kagyü Trinle Shingta          | 1718–1766 (48 năm) |
| Gyalwang Drukpa đời thứ 8  | Künzik Chönang                | 1768–1822 (44 năm) |
| Gyalwang Drukpa đời thứ 9  | Jigme Mingyur Wangyel         | 1823–1883 (60 năm) |
| Gyalwang Drukpa đời thứ 10 | Mipham Chökyi Wangpo          | 1884–1930 (46 năm) |
| Gyalwang Drukpa đời thứ 11 | Tendzin Khyenrab Geleg Wangpo | 1931–1960 (29 năm) |
| Gyalwang Drukpa đời thứ 12 | Jigme Pema Wangchen           | 1963–nay           |

## Thân thế
Gyalwang Drukpa sinh năm 1963 trong gia đình tu theo Kim cương thừa có dòng dõi tôn quý. Phụ thân Ngài là Kyabje Bairo Rinpoche, hóa thân đời thứ 36 của Đại dịch giả Vairochana – một đệ tử nổi tiếng của Thượng sư Liên Hoa Sinh. Thân mẫu là Bà Mayum-la Konchok Pema thuộc dòng dõi Thượng sư Nyadak Nyang vĩ đại của Truyền thừa Nyingmapa, vị Terton đầu tiên trong số ba vị khám phá kho tàng chính trong lịch sử.
Ngài sinh ra tại hồ Tso Pema (hồ Liên Hoa) ở phía Bắc Ấn Độ, nơi Đức Liên Hoa Sinh từng hiện sinh vào thế kỷ VIII. Ngài chào đời vào buổi bình minh ngày mùng 10 tháng 1 năm Quý Mão (thuộc cung thứ 16 theo lịch Tạng, cũng chính là ngày vía Đức Liên Hoa Sinh), đúng lúc Đức Pháp Vương Dudjom Rinpoche và Tăng đoàn Kim cương thừa vân tập nơi hồ Tso Pema đang tổ chức lễ hội Tse Chu trình diễn vũ điệu Kim Cương mô tả tám hóa thân Liên Hoa Sinh. Vào lúc này, có nhiều điềm lành vi diệu như sấm sét, mưa cát tường, tuyết rơi rồi cầu vồng tuyệt đẹp thị hiện để chào đón sự hóa thân chuyển thế của đứng đầu Truyền thừa Drukpa. Đức Dudjom Rinpoche khi đó đã ban tặng pháp danh "Jigme Pema Wangchen" hay "Vô úy Liên hoa Quyền lực Tự tại" cho ấu nhi mới chào đời.
Trong ba năm đầu tiên, ông sống với cha mẹ và gia đình. Ngay từ thuở nhỏ, Ngài đã bộc lộ bản chất của thánh nhân với lòng từ bi hiển bày tự nhiên, luôn lo lắng quan tâm ngay cả những sinh linh nhỏ bé thấp kém nhất. Cha mẹ Ngài như biết trước thân thế đã cố gắng giấu giữ Ngài trong một thời gian, tuy nhiên việc này không kéo dài được lâu do nhiều Thượng sư đã thiền định và có linh kiến về sự hóa thân chuyển thế của Đức Pháp Vương Gyalwang Drukpa. Năm Bính Ngọ 1966, sau khi thỉnh cầu sự trợ giúp và linh kiến thiền định của các Thượng sư vĩ đại của mọi truyền thống đương thời và nhận được sự xác nhận ấn chứng của các Ngài, Hộ trì chúng sinh, Nhiếp Chính Vương Drukpa Thuksey Rinpoche đời thứ I của Truyền thừa Drukpa đã cùng Đức Khamtrul Rinpoche thứ 8 và Tăng đoàn Truyền thừa Drukpa đến vùng Dalhousie, nơi gia đình Đức Bairo Rinpoche cư trú để chính thức ấn chứng và cung nghinh hóa thân chuyển thế của Đức Pháp Vương Gyalwang Drukpa. Sau khi tìm được hóa thân, các Ngài cử hành đại lễ tịnh hóa thân nghiệp và cúng dường Pháp y cho Ngài tại tự viện Khampa Gar ở Dalhousie. Không lâu sau, tại Dharamsala, ấu nhi đã thụ nhận lễ giá kéo và được ban thêm pháp danh Tenzin Jigdrel Lodoe nghĩa là "Thắng Giả Vô Úy Bảo Trì Giáo Pháp".
Năm Đinh Mùi 1967, vào ngày 14 tháng giêng lịch Tạng, chư Thượng sư và Tăng đoàn Truyền thừa Drukpa cùng các Thượng sư Kim Cương thừa trứ danh đã vân tập và cử hành nghi lễ đăng quang cho Đức Pháp Vương hiện đời tại tự viện Druk Thubten Sangag Choeling ở Darjeeling, Tây Bengal, Ấn Độ. Đây là nơi Đức Pháp Vương tiếp tục quá trình tu học nghiêm cẩn nhiều năm dành cho hóa thân đứng đầu một truyền thống Phật giáo lớn. Ngài học đọc, viết, ghi nhớ tất cả kinh văn, nghi thức hành lễ và nghi quỹ và dần dần thụ nhận toàn bộ quán đỉnh của Truyền thừa Drukpa, những giáo lý nền tảng cho các pháp tu trì thâm diệu như Đại Thủ Ấn, Sáu Yoga của Naropa, Sáu Pháp Vị Bình đẳng, Bảy Pháp Duyên sinh, Pháp Khẩu Truyền của chư Dakini... Ngài lĩnh hội trọn vẹn dòng cam lồ giáo pháp tinh túy thâm sâu của Truyền thừa Drukpa từ Đức Nhiếp Chính Vương Drukpa Thuksey Rinpoche và đồng thời nghiên cứu tham học nhiều giáo pháp thù thắng thuộc mọi truyền thống tân phái, cổ phải từ các Thượng sư giác ngộ như Đức Zhichen Ontrul Rinpoche, Đức Dujom Rinpoche, Đức Trulshik Rinpoche, Đức Karmarpa đời thứ 16...

## Thành tựu
Đức Pháp Vương Gyalwang Drukpa là một trong những Thượng sư được tôn kính rộng khắp nhờ thành tựu trong công hạnh hoằng dương Phật pháp và các thiện hạnh lợi ích hữu tình. Nương ân đức và nỗ lực của Ngài, Truyền thừa Drukpa hiện vẫn duy trì hệ thống khoảng một ngàn tự viện tại các vùng miền trên dãy Himalaya như Ladakh, Nam Ấn, Tây Bengal, Lahaul, Kinnaur, Nepal, Bhutan, Sikkim,... và còn được hoằng truyền rộng khắp thế giới với sự hiện diện của các Trung tâm tại châu Á (Hồng Kông, Đài Loan, Malaysia, Singapore, Việt Nam), châu Âu (Anh, Pháp, Đức, Monaco, Thụy Sĩ, Tây Ban Nha, Ba Lan), châu Mỹ La tinh (Argentina, Peru, Mexico) và nhiều nhóm thực hành tại Bắc Mỹ. Ngài đồng thời khởi xướng nhiều dự án, sách tấn và truyền cảm hứng thực hành thiện hạnh đến đông đảo đại chúng. Năm 2007, Ngài sáng lập phong trào từ thiện quốc tế Live to Love, đến nay đã được mở rộng trên phạm vi 16 quốc gia, tập trung vào những dự án thiết thực như bảo vệ môi trường, cứu trợ nhân đạo, giáo dục, hỗ trợ y tế, và bảo tồn di sản. Các tình nguyện viên Live to Love tích cực tham gia vào các hoạt động thiện hạnh như xây dựng, vận hành các trường học, trạm xá, tổ chức chương trình khám chữa bệnh từ thiện, các chương trình phẫu thuật mắt (Eye camp) miễn phí, hoạt động tiếp tế cứu trợ cho những vùng gặp thiên tai, tham gia trồng cây, bộ hành nhặt rác, giúp nâng cao ý thức bảo tồn di sản văn hóa, gìn giữ môi trường.
Một trong những dự án tiêu biểu của Ngài là ngôi trường học mang tên Druk White Lotus ở Ladakh, Ấn Độ. Công trình đã đoạt được rất nhiều giải thưởng quốc tế về thiết kế bền vững, trong đó có 3 Giải thưởng Kiến Trúc Thế giới (năm 2002) và Giải thưởng Thiết Kế Xuất Sắc của Hội đồng Anh về Môi trường Học đường (năm 2009). Trong số các dự án lớn nhằm bảo tồn di sản văn hóa Kim cương thừa của Ngài hiện còn có dự án trùng tu các đại tự viện ở Sikkim, Tự viện Hemis ở Laddakh, dự án xây dựng Đại Bảo Tháp và quần thể tâm linh Kim cương thừa tại Tây Thiên, Vĩnh Phúc, Việt Nam.
Là người ủng hộ mạnh mẽ cho quyền bình đẳng của nữ giới, Đức Pháp Vương đã thành lập Tự Viện Druk Gawa Khilwa ở ngoại ô Kathmandu, Nepal và ở Shey, Ladakh. Tại đây, Ni chúng được hướng dẫn tu tập tâm linh và trao truyền những pháp môn mà trước đây chỉ dành riêng cho tăng chúng. Nổi tiếng với bài tập đồng diễn Kungfu mỗi ngày, chư ni tại tự viện đã được truyền thông quốc tế, bao gồm kênh truyền hình BBC giới thiệu trong một cuốn phim tài liệu dài nói về cách tiếp cận mới trong việc nâng cao vai trò của phụ nữ trong xã hội. Truyền thừa Drukpa hiện cũng có số lượng chư Ni đăng ký tu học lớn nhất trong khu vực. Những chuyến hành hương Pad Yatra (bộ hành tâm linh, xem phim www.padyatrafilm.com) do Đức Pháp Vương tổ chức hàng năm thu hút hàng nghìn người tham gia. Những chuyến bộ hành "vì môi trường" như thế thường kéo dài từ 1 đến 3 tháng và trải qua chặng đường dài trên khu vực Ấn Độ – Himalaya. Các thành viên của đoàn sẽ thu gom rác thải nhựa trên đường đi để kêu gọi mọi người bảo vệ môi trường. Năm 2010, các thành viên, tình nguyện viên của Truyền thừa Drukpa đã phá Kỷ lục Guinness Thế giới về trồng cây tại Himalaya trong thời gian ngắn nhất, với 50.033 cây xanh được trồng trong vòng 33 phút. Dưới sự hướng đạo của Đức Pháp Vương, các hoạt động và sáng kiến Live to Love ngày càng nhận được sự hỗ trợ tích cực từ cộng đồng quốc tế cũng như thu hút nhiều tình nguyện viên hưởng ứng tham gia. 

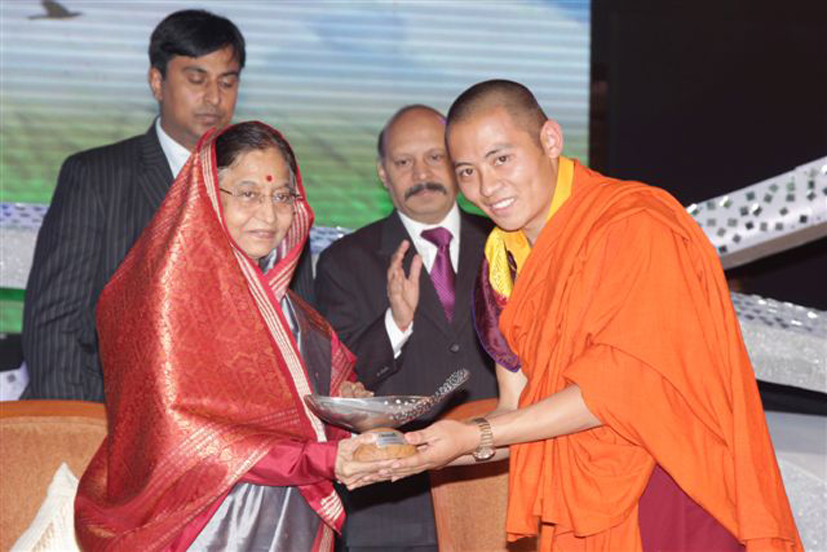
Nhiếp Chính Vương Thuksey Rinpoche thay mặt đức Gyalwang Drukpa nhận giải thưởng Anh hùng xanh từ tổng thống Ấn Độ

Đức Pháp Vương cũng đưa ra sáng kiến và hỗ trợ công tác tổ chức Hội đồng Drukpa Thường niên, nơi vân tập của chư Thượng sư và đệ tử Truyền thừa Drukpa trên toàn thế giới và là diễn đàn để mọi người chung sức đồng lòng vận dụng các năng lực chữa lành của đạo Phật góp phần giải quyết những vấn đề khủng hoảng của xã hội hiện đại. Là đứng đầu Truyền thống Phật giáo, Đức Pháp Vương cũng thường nhận được lời thỉnh cầu tìm kiếm và xác nhận, đăng quang, ấn chứng hóa thân tái sinh ("Tulku") của các Thượng sư quá cố. Ngài luôn thực hiện sứ mệnh quan trọng này với trách nhiệm và sự chặt chẽ, nghiêm cẩn nhất bởi các hóa thân chuyển thế sẽ gánh vác trọng trách lớn lao trong việc hoằng truyền giáo pháp Đức Phật và giáo hóa chúng sinh. Trong hiện đời, Đức Pháp Vương đã tìm thấy và ấn chứng rất nhiều các hóa thân chuyển thế chính yếu của Truyền thừa Drukpa như Đức Kyabje Drukpa Yongdzin Rinpoche, Đức Gyalwa Lorepa, Đức Adeu Rinpoche, Đức Drukpa Choegon Rinpoche Tenzin Chokyi Gyatso, Đức Gyalwa Dokhampa (Nhiếp Chính Vương Kyabje Khamtrul Rinpoche đời thứ IX Jigme Pema Nyinjadh) (www.gyalwadokhampa.org), Đức Drukpa Thuksey Rinpoche đời thứ II Jigme Mipham Shedrub, Đức Sengdrak Rinpoche, Đức Kunga Rinpoche....
Các nỗ lực và đóng góp trên phương diện thiện hạnh xã hội của Ngài đã được nhiều quốc gia và tổ chức quốc tế vinh danh qua các giải thưởng tôn quý như cúp "Anh hùng xanh", giải "Thành tựu trọn đời" của Chính phủ Ấn Độ. Ngài cũng được Thái tử Charles của Vương quốc Anh và Ban tổ chức Giải thưởng Trái đất thỉnh mời tham gia Ủy ban Giám khảo của giải thưởng cao quý này. Tháng 9 năm 2010, Đức Pháp Vương được Liên Hợp Quốc trao tặng Kỷ niệm chương "Vì Mục tiêu Phát triển Thiên niên kỷ", tôn vinh những tổ chức và cá nhân đã có những cống hiến quan trọng cho sự nghiệp Phát triển Thiên niên kỷ trên phạm vi toàn cầu. Tháng 9 năm 2013, Liên Hợp Quốc tiếp tục vinh danh Ngài là " Bảo Hộ của vùng Himalaya" cho những đóng góp giúp bảo tồn môi trường.

## Đệ Tử chính
- Gyalwang Dokhampa (Khamtrul Rinpoche đời thứ 9)
- Thurksey Rinpoche đời thứ 2
- Gyalwang Lorepa đời thứ 2